# Mainstream jazz

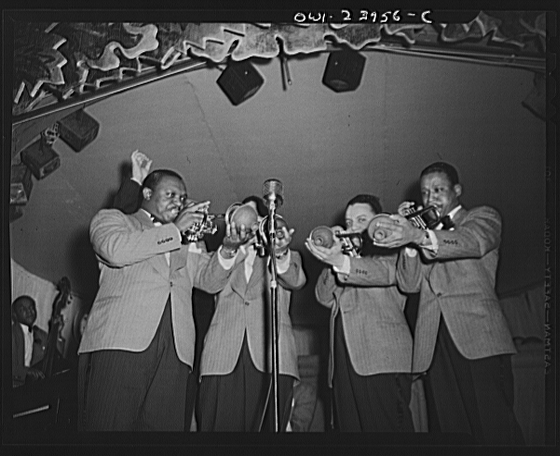

Mainstream jazz is een jazzgenre dat ontstond in het midden van de jaren 1950 en populair blijft tot op de dag van vandaag. Het ging oorspronkelijk om muzikanten die na de swingperiode de bopstijl niet wilden volgen en verkozen om in kleinere ensembles te spelen.
Sinds de vroege jaren veertig lag de nadruk in jazz op extremen, het zoeken van nieuwe wegen en expressievormen. In de jaren vijftig kwam er een hernieuwde belangstelling voor de muziek van de jaren dertig, die cruciaal werd geacht voor de ontwikkeling van de jazz. Jazzcritici gingen op zoek naar lang vergeten opnames en hierbij werd het belang van zulke vondsten al eens overdreven en ging het niet steeds om jazzmusici van groot kaliber.
Het was jazzcriticus Stanley Dance die midden de jaren vijftig de term "mainstream" bedacht. Hij beschreef daarmee de muziek gespeeld door swingveteranen die zowel bop als dixieland uit de weg gingen. Daaronder vielen muzikanten uit grote orkesten zoals die van Count Basie en Duke Ellington en een aantal jongere spelers. Omdat mainstream een combinatie is van de swingstijl (zonder de bigbands), nostalgie en pop-elementen, is het moeilijk om aan te geven wanneer het is ontstaan. Kleine swinggroepen uit de jaren 1930 en 1940 komen hiervoor in het algemeen in aanmerking, met name de optredens van grote spelers als saxtenoren Coleman Hawkins, Lester Young en Ben Webster, trompettisten als Roy Eldridge, Charlie Shavers, Buck Clayton en Harry "Sweets" Edison, altsaxofonisten als Benny Carter en Johnny Hodges, vibrafonist Lionel Hampton, pianisten Teddy Wilson en Count Basie, drummers Jo Jones en Gene Krupa, en anderen. Al deze muzikanten waren bijzonder actief in de jaren vijftig, als onderdeel van een minibeweging die ervoor gekozen had gewoon zichzelf te zijn.